# Gugalmari, Hungund
Gugalmari là một làng thuộc tehsil Hungund, huyện Bagalkot, bang Karnataka, Ấn Độ.